# Iglice
Iglice (deutsch Geiglitz) ist ein Dorf in der polnischen Woiwodschaft Westpommern. Es gehört zur Gmina Resko (Stadt- und Landgemeinde Regenwalde) im  Powiat Łobeski (Labeser  Kreis).

## Geographische Lage
Das Dorf liegt in Hinterpommern, etwa neun Kilometer nordnordöstlich der Stadt Resko (Regenwalde), 32 Kilometer nordnordwestlich der Stadt Łobez (Labes) und sieben Kilometer südöstlich des Dorfs Wicimice (Witzmitz).

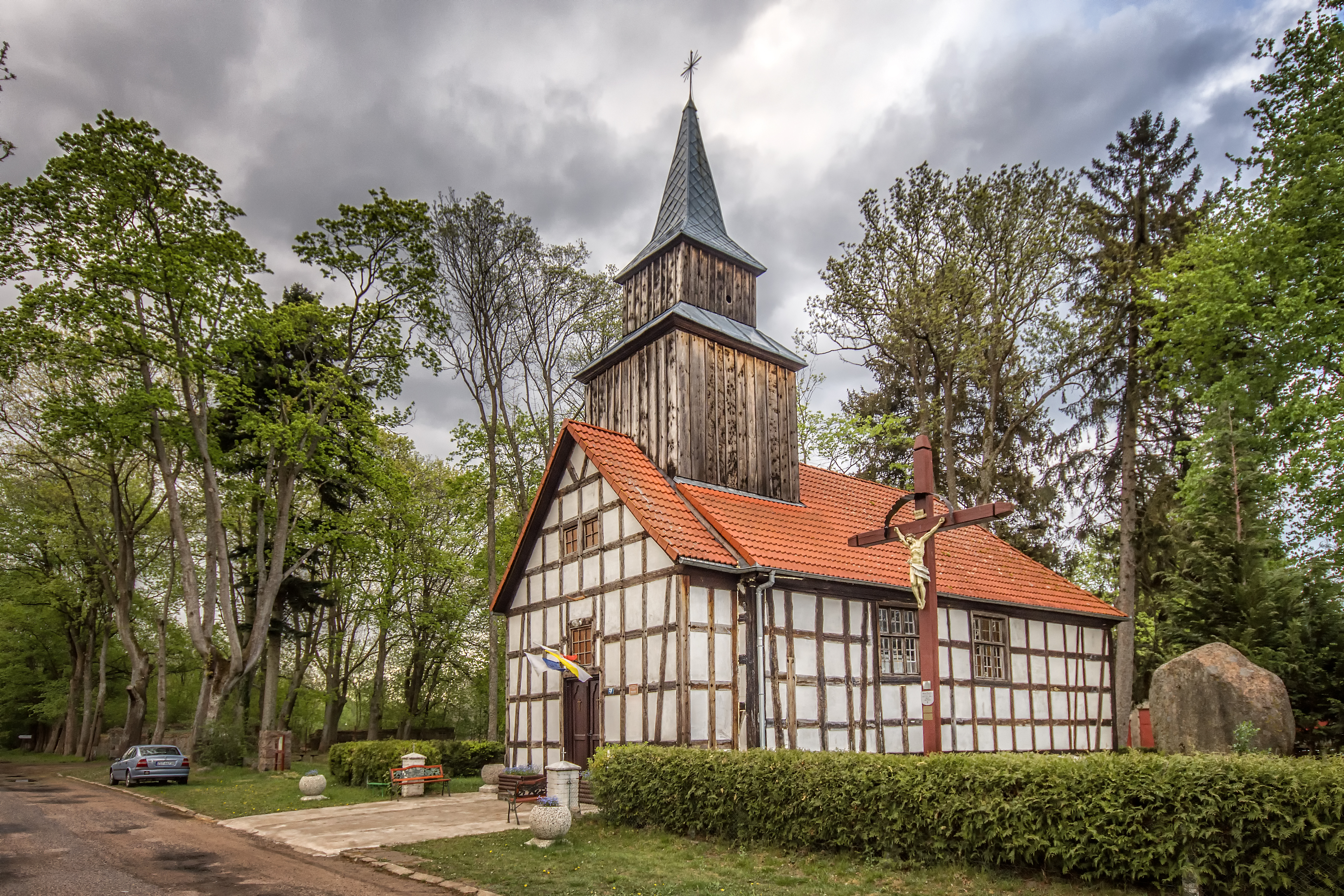
Dorfkirche (2019), bis 1945 Gotteshaus der evangelischen Gemeinde Geiglitz

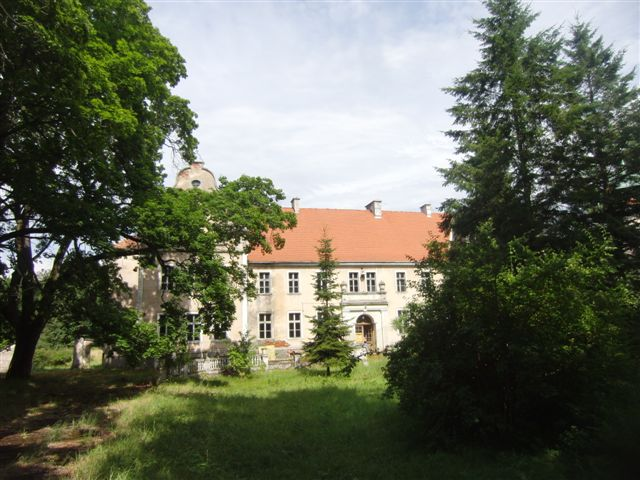
Ehemaliges Gutshaus Geiglitz

## Geschichte
Im Umfeld des Dorfs sind archäologische Funde aus der Zeit der Antike gemacht worden, darunter am Ende des 19. Jahrhunderts Fibeln und Mäanderurnen aus frührömischer 
Zeit.

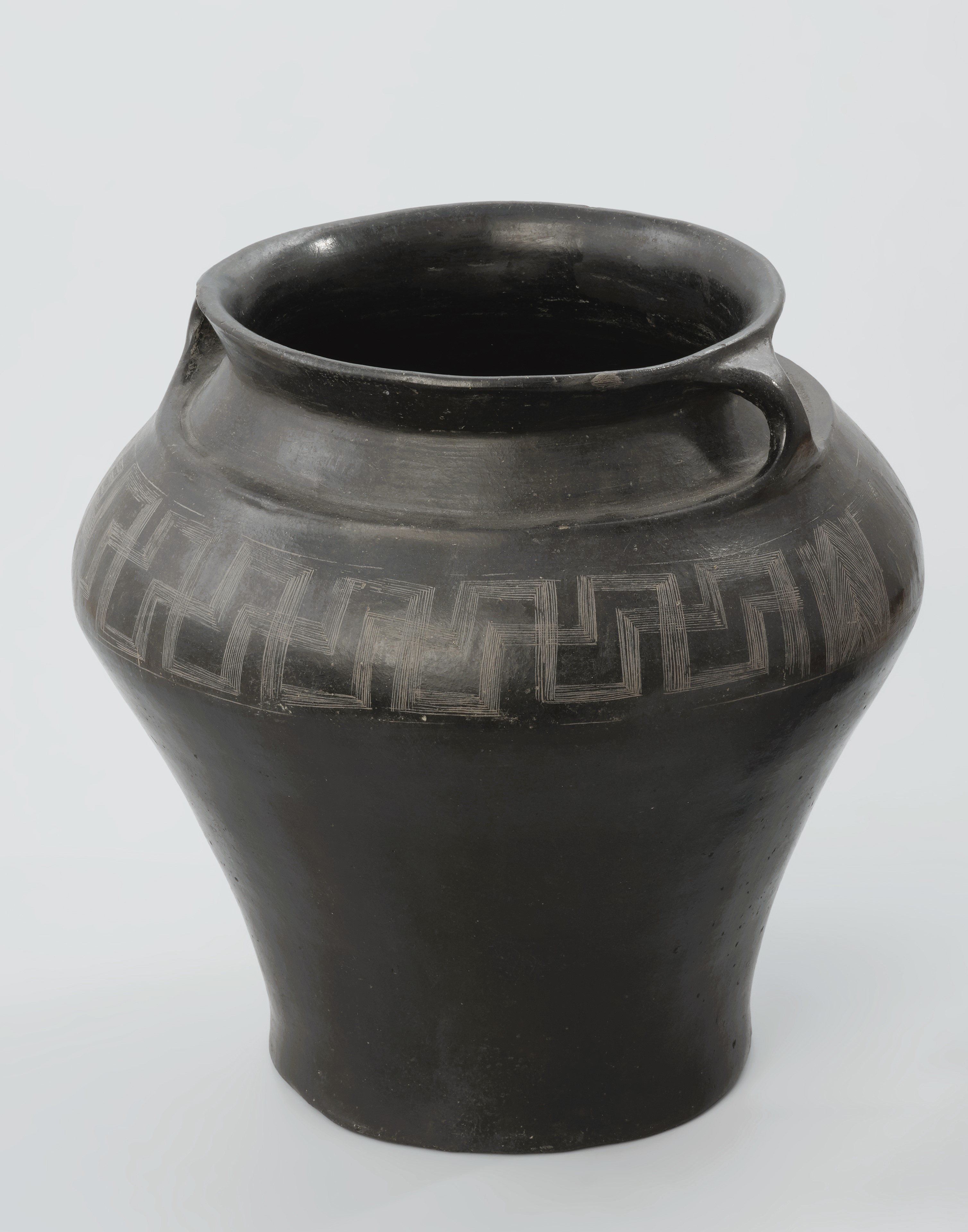
Frührömische 27 cm hohe Mäanderurne von Geiglitz, 1898 etwa 3 km nördlich des Guts von Eisenbahn-Bauarbeitern gefunden und von Gutsbesitzer Lenz einer Sammlung in Stettin übergeben

Das ehemalige Gut Geiglitz war nach den Lehnbriefen Herzogs Bogislaw X. von 1479 und des Königs Friedrich Wilhelm I. vom 20. April 1714 ein altes pommersches Lehen der in Hinterpommern alteingesessenen Familie von der Osten. Am Ausgang des 18. Jahrhunderts war es zweigeteilt: Geiglitz A bestand aus dem Rittersitz, der Schäferei Dannhof nebst dem Katen Sorenkrug sowie dem ganzen Dorf bis auf zwei Kossätenhöfe, während Geiglitz B lediglich die beiden Kossätenhöfe bezeichnete. Nach Besitzerwechseln und gemeinschaftlichen Besitzverhältnissen innerhalb der Familie von der Osten war um 1873 nach vorangegangener Erbauseinandersetzung Leopold Julius von der Osten Alleinbesitzer des Ritterguts Geiglitz.
Im Jahr 1884 war das Gut Geiglitz 1883 Hektar groß und befand sich im Besitz des Landrats a. D. von der Osten. 1892 wurde die Flächengröße des Guts mit 2082 Hektor angegeben, und es befand sich im Besitz einer verwitweten Frau von der Osten.  1896 wird als Besitzer des Ritterguts Geiglitz der Geheimrat Lenz angegeben, der außerdem noch das Gut Flackenhagen besaß. Es handelt sich dabei um den Eisenbahn-Bauunternehmer und Geheimen Kommerzienrat Friedrich Lenz (1846–1930).
Am 1. April 1927 hatte das Gut Geiglitz eine Flächengröße von 3334 Hektar, und am 16. Juni 1925 hatte der Gutsbezirk 647 Einwohner.
Am Anfang der 1930er Jahre hatte die Gemarkung der Landgemeinde Geiglitz eine Flächengröße von 29 km², und im Gemeindegebiet standen zusammen 41 bewohnte Wohnhäuser an drei verschiedenen Wohnstätten:
1. Flackenhagen
2. Geiglitz
3. Stölitzhöfchen mit Dannhof

Im Jahr 1945 gehörte die Landgemeinde Geiglitz zum Kreis Regenwalde im Regierungsbezirk Köslin der preußischen Provinz Pommern des Deutschen Reichs. Geiglitz war dem Amtsbezirk Witzmitz angegliedert.
Gegen Ende des Zweiten Weltkriegs wurde die Region im Frühjahr 1945 von der Roten Armee besetzt. Nach Beendigung der Kampfhandlungen wurde Geiglitz zusammen mit ganz Hinterpommern seitens der sowjetischen Besatzungsmacht der Volksrepublik Polen zur Verwaltung überlassen. Danach begann die Zuwanderung von Polen. Geiglitz wurde unter der polonisierten Ortsbezeichnung ‚Iglice‘ verwaltet. In der Folgezeit wurde die einheimische Bevölkerung von der polnischen Administration aus Geiglitz und dem Kreisgebiet vertrieben.

## Demographie
| Jahr | Einwohner | Anmerkungen |
| ---- | --------- | --- |
| 1782 | –         | adliges Gut mit einem Ackerwerk und einer Schäferei im Dorf, einer Filialkirche von Labuhn, einem kleinen Vorwerk sowie einer Schäferei auf der Feldmark und 27 Feuerstellen (Haushaltungen) |
| 1818 | 259       | Dorf mit den Vorwerken Dannenhof, Sorenkrug oder Heidekrug und Stölitzhöfchen oder Dude, adlige Besitzungen                                                                                  |
| 1864 | 435       | am 3. Dezember, Gutsbezirk und Gemeindebezirk zusammen |
| 1867 | 389       | am 3. Dezember, davon 71 im Gemeindebezirk und 318 im Gutsbezirk |
| 1871 | 384       | am 1. Dezember, davon 78 im Gemeindebezirk (sämtlich Evangelische) und 306 im Gutsbezirk (sämtlich Evangelische)                                                                             |
| 1885 | 357       | am 1. Dezember, davon 64 im Gemeindebezirk und 293 im Gutsbezirk, sämtlich Evangelische |
| 1890 | 331       | am 1. Dezember, davon 55 im Gemeindebezirk und 276 im Gutsbezirk |
| 1910 | 579       | am 1. Dezember, davon 65 im Gemeindebezirk und 514 im Gutsbezirk |
| 1925 | 579       | darunter 510 Evangelische und 45 Katholiken |
| 1933 | 517       | [ 17 ] |
| 1939 | 449       | [ 17 ] |

## Söhne und Töchter des Ortes
- Albert von der Osten (1811–1887), preußischer Generalmajor und Kommandeur der 36. Infanterie-Brigade